# John Baldwin
John Baldwin (Branford, 13 de outubro de 1799 — Baldwin, 28 de dezembro de 1884) foi um educador e filantropo norte-americano. Fundou o Instituto Baldwin (mais tarde renomeado Universidade Baldwin) em Berea no estado americano de Ohio, que acabaria por se fundir com a Faculdade Wallace. Ele também foi o fundador da Universidade Baker e da cidade de Baldwin City no estado do Kansas, e contribuiu com o seu dinheiro para a construção de escolas em Bangalore na Índia que hoje são chamadas Baldwin High School e Baldwin Girls High School.
Nascido em Connecticut, Baldwin era professor em Maryland e Connecticut antes de ir para Ohio, no final dos anos 1820. Ele se tornou parte do movimento liceu (lyceum movement), e passou a morar em Berea. Abriu o Instituto Baldwin em 1846, depois de ver a dissolução do Seminário Norwalk. Nove anos mais tarde, o Instituto tornou-se a Universidade Baldwin. Mudou para o Kansas em 1857, onde estabeleceu Baldwin City. Posteriormente comprou terras na Louisiana, e no fim de sua vida, fez, com seu próprio dinheiro, contribuições para a educação na Índia.

## Biografia

### Início da vida
John Baldwin nasceu em Branford, cidade do estado do Connecticut, em 13 de outubro de 1799, filho de Joseph Baldwin e Malley Rosanna. Sua mãe era uma mulher religiosa. Ela tentou entrar na Universidade de Yale, mas não conseguiu, porque na época mulheres não podiam cursar uma universidade. Devido a isso, John resolveu não fazer distinção de raça ou sexo, se algum dia fundasse uma escola. Seu pai se alistou no Exército Continental durante a Revolução Americana. Quando John completou dezoito anos, ingressou na Igreja Metodista. Como estudante de uma escola particular, ele pagou seus estudos trabalhando como cortador de lenha e construtor. Mais tarde, tornou-se professor em Fishkill na cidade de Nova Iorque, Maryland e em Litchfield no Connecticut. Como professor em Maryland, a sua posição sobre a escravidão, bem como dos negros como um todo, foi revelado. Um garoto mulato era enviado à sua escola diariamente e servia ao filho do seu senhor. Baldwin começou a instrui-los igualmente. Quando o pai do estudante descobriu este fato, ordenou que o professor não lecionasse mais ao seu filho, ao qual ele respondeu: "Não cobro nada para ensinar-lhe." Baldwin continuou a ensiná-lo.

### Fundação de Berea

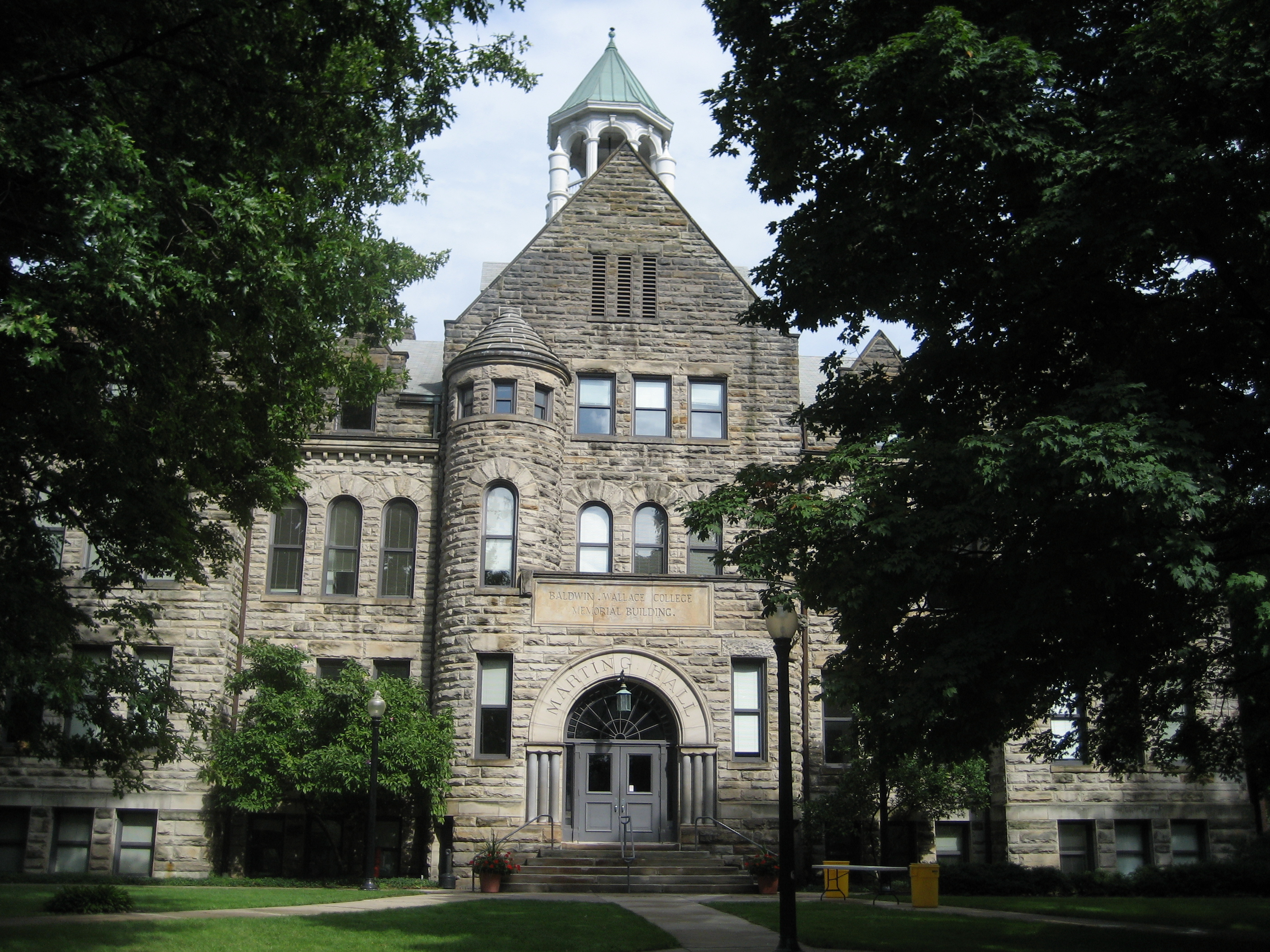
Marting Hall na Baldwin-Wallace College, no local da Praça Liceu (dedicada ao movimento liceu).

Após se casar com Mary Chappel em 31 de janeiro de 1828, eles se mudaram para Middeburg Township, no Condado de Cuyahoga, no Ohio em abril daquele ano. Foi lá que Baldwin juntou forças com James Gilbrith, um seguidor de Josiah Holbrook que queria fundar uma aldeia do movimento liceu (que mais tarde foi chamada de Berea). Na aldeia, que foi fundada em 1837 e situava-se a norte da sua fazenda, Baldwin deu aulas na escola da aldeia por cinco anos, até junho de 1842, quando ela foi à falência. No entanto, um dia enquanto estava indo para sua casa, ele resolveu ir em um caminho diferente. Ele notou um grupo de rochas. Este foi o início da indústria de amoladores de Berea, que mandava seus amoladores para Cleveland por meio de carroças de bois. Após isso, Baldwin construiu uma ferrovia que ligou suas pedreiras até o Big Four Depot. Foi então que Baldwin e os outros da vila começaram a pensar em um nome para sua nova cidade. Depois de ser proposto o nome de Gilbrith, Baldwin sugeriu Berea. Sendo que Berea foi escolhido.

### Instituto Baldwin
Em 1843, Baldwin percebeu que o Seminário de Norwalk, localizado em Norwalk, Ohio, estava se dissolvendo devido à falta de fundos. Ele se aproximou de Thomas Thompson, que era o homem mais velho do Distrito de Norwalk (que incluía Cleveland e Berea), e pediu para que o visitasse em Berea. Na Casa de Baldwin, foi feito um acordo em que ele criaria um campus em sua fazenda semelhante ao Seminário Norwalk. O Instituto Baldwin foi inaugurado oficialmente em 9 de abril de 1846, porém sua abertura era estimada para ocorrer em 1845, todavia o processo foi adiado até a conclusão de um edifício na fazenda de Baldwin, que foi feito de pedra extraída em sua fazenda e tijolos de barro. O instituto foi aberto para pessoas de todas as raças e de todos os sexos, como Baldwin queria. Mais tarde, mudou seu nome para Universidade Baldwin e tornou-se mais tarde a Faculdede Baldwin-Wallace em 1913.

### Vida no Kansas
Aos 58 anos de idade, Baldwin mudou-se para o Kansas, que naquele tempo era um território. Ele chegou quando os combates no território estavam terminando. Após a sua chegada, ele fundou a cidade de Baldwin e construiu a primeira faculdade do território, que se tornou a base da Universidade Baker. Ele estava no Kansas apenas por um curto período de tempo, quando aconteceu uma tragédia. Em 30 de agosto de 1858, o seu filho, John Milton, morreu inesperadamente depois de ter estado doente durante apenas três dias. Depois de dois anos, ele conseguiu estabelecer a cidade, construindo um moinho e uma serraria. Ele levou para a cidade a Conferência Metodista, e depois voltou para Berea, embora continuasse a financiar a cidade.

### Últimos anos
Em 1867, Baldwin comprou terras na Louisiana, com cerca de 6,9 km². Aos oitenta anos, Baldwin soube da situação na Índia, onde havia um grande número de europeus que não poderiam ter uma educação adequada. Então, fundou a Baldwin High School for Boys, uma escola só para meninos na Índia, construída em 1880. John Baldwin morreu em sua casa em Baldwin, na Louisiana em 28 dezembro de 1884, às dez horas da manhã.

## Visões pessoais
John Baldwin era uma pessoa cujas opiniões pareciam contrariar os costumes tradicionais do homem de sua época. Apesar de suas realizações, ele nunca escreveu um livro e nem ocupou cargos públicos. Embora não fosse, por definição, um abolicionista, ele não tinha problemas em ensinar brancos e negros como iguais, abrindo o Instituto Baldwin, onde não fez nenhuma distinção de raça ou de gênero. Seus pais lhe ensinaram a temer a Deus, e ele se dedicou a viver com humildade, justiça, a ser piedoso, e gentil com os pobres, bem como aderiu à religião Metodista.

## Fonte da tradução
- Este artigo foi inicialmente traduzido, total ou parcialmente, do artigo da Wikipédia em inglês cujo título é «John Baldwin (educator)».